# Lannédern
Lannédern é uma comuna francesa na região administrativa da Bretanha, no departamento Finisterra. Estende-se por uma área de 12,36 km². Em 2010 a comuna tinha 296 habitantes (densidade: 23,9 hab./km²).